# Marie-Reine Le Gougne
Marie-Reine Le Gougne (née le 8 avril 1961 à Châlons-sur-Marne) est une patineuse artistique et juge française. Elle a été impliquée dans le scandale des Jeux olympiques d'hiver de 2002.

## Biographie

### Enfance
Fille d'un officier de l'armée française, Marie-Reine Le Gougne passe le début de son enfance sur l'île de Madagascar. Après avoir quitté l'armée, son père entre dans la fonction publique et est très vite muté à Gap. Marie-Reine Le Gougne va pouvoir faire ses premiers pas sur la glace de la patinoire Brown-Ferrand, en octobre 1966, à l'âge de cinq ans.
Elle commence rapidement l'entraînement avec Christina et Herbert Hartwig qui viennent d'arriver dans la nouvelle patinoire, puis les suit à Strasbourg à partir de 1970.

### Carrière sportive

#### Saison 1973/1974
Vice-championne de France junior 1974, elle découvre ses premières compétitions internationales juniors dans les mois qui suivent.

#### Saison 1974/1975
Elle participe à ses premiers championnats de France élites en décembre 1974 à Reims, et obtient une médaille de bronze, derrière Marie-Claude Bierre et Sabine Fuchs. Quelques semaines plus tard, elle conserve sa médaille d'argent aux championnats de France junior.

#### Saison 1975/1976
Marie-Reine Le Gougne ne participe à aucune compétition pendant cette saison pour deux raisons. D'abord, en juin 1975, son frère aîné meurt à l'âge de 19 ans dans un accident de plongée sous-marine, ce qui l'affecte énormément. Ensuite, elle estime que le monde du patinage est indifférent à ses progrès et prestations. En fin de saison, ses deux entraîneurs se séparent, et elle choisit d'aller s'installer à Asnières-sur-Seine pour travailler avec Philippe Pélissier. Cela implique de se séparer de sa famille.

#### Saison 1976/1977
Avec son  nouvel entraîneur, elle retrouve la médaille de bronze des championnats de France à Amiens, derrière Marie-Claude Bierre et Anne-Sophie de Kristoffy, après avoir obtenu la deuxième place aux figures imposées. Pendant l'été 1977, elle décide de changer d'entraîneur à la suite d'un stage à Saint-Gervais-les-Bains dans les Alpes, et va travailler désormais avec André Calame à Megève.

#### Saison 1977/1978
Mais même avec un nouvel entraîneur, elle ne se classe que 4e des championnats de France de décembre 1977 à Belfort, elle décide d'arrêter immédiatement sa carrière amateur à seulement seize ans et demi. Elle n'aura jamais pu participer aux championnats d'Europe, aux championnats du monde ni aux Jeux olympiques d'hiver.

### Reconversion
Elle s'inscrit au lycée Kléber de Strasbourg dès janvier 1978, passe son Baccalauréat économique et social en juin 1979, et obtient une licence en sciences et techniques des activités physiques et sportives (STAPS). Parallèlement elle suit une formation pour devenir juge de patinage artistique, ce qu'elle fait à partir de 1988 au niveau national.
En 1992, elle est élue présidente de la Ligue de l'Est, puis est reçue à l'examen de juge international en 1994.
En 2002, elle est impliquée dans l'affaire de la compétition des couples artistiques lors des Jeux olympiques d'hiver de 2002 à Salt Lake City. Le 30 avril 2002, elle est suspendue de compétitions par l'ISU pour trois années et bannie des Jeux olympiques d'hiver de 2006 à Turin, pour son rôle supposé. Elle est connue dans les pays anglo-saxons sous le terme de the French Judge (« la juge française »), en raison de cette controverse.
En 2010 et 2014, elle se présente à l'élection de la présidence de la Fédération française des sports de glace, mais échoue dans ses deux tentatives face à Didier Gailhaguet.

## Palmarès
| Compétitions principales | 1975 | 1976 | 1977 | 1978 |
| Jeux olympiques d'hiver  |      |      |      |      |
| Championnats du monde    |      |      |      |      |
| Championnats d'Europe    |      |      |      |      |
| Championnats de France   | 3e   | F    | 3e   | 4e   |
| Légende : F = Forfait    |      |      |      |      |